# 普格乌头
普格乌头（学名：Aconitum pukeense）为毛茛科乌头属下的一个种。

## 扩展阅读
- 維基物種上的相關：普格乌头